# Opuntia microdasys
Opuntia microdasys is een cactus die behoort tot de schijfcactussen. De soort komt van nature voor in het noorden van Mexico, maar tegenwoordig overal ter wereld aan te treffen in droogte bestendige beplantingen in streken waar het niet vriest en cactusverzamelingen. 
De plant vormt ovaalronde tot langwerpig-ovaal jaarscheuten van 10 cm breed en 15 cm hoog op de top van de oude scheuten. De planten groeien uit tot een struik van 60 cm tot een meter hoog. De nieuwe bladachtige stengelleden hebben gele doorntjes, later bruin verkleurend. Er ook zijn vormen met rode of witte doorntjes op de jonge leden. De plant bloeit met ongeveer 5 cm grote gele bloem.
De plant is in gebruik als kamerplant.

## Namen
In andere talen:
- Engels: Rabbit ears cactus, Golden Opuntia